# (4430) Govorukhin
(4430) Govorukhin ist ein Asteroid des Hauptgürtels, der am 26. September 1978 von der ukrainisch-sowjetischen Astronomin Ljudmyla Schurawlowa am Krim-Observatorium in Nautschnyj (IAU-Code 095) entdeckt wurde.
Der Asteroid wurde nach dem russischen Filmregisseur und Politiker Stanislaw Sergejewitsch Goworuchin (1936–2018) benannt.